# 新泰智人化石地点
新泰智人化石地点，又名乌珠台智人遗址，位于山东省泰安市新泰市刘杜镇乌珠台村，是中华人民共和国山东省文物保护单位之一。
1966年在今山东省泰安市新泰市东都镇乌珠台村村南发现的一处旧石器时代遗址，在该遗址发现了一枚人类牙齿化石和一批动物化石。其中那枚牙齿被确认为是一位少女的下第一或第二臼齿，该少女为处于旧石器时代晚期阶段的智人。
该遗址地处乌珠台村南凤凰山与玉皇山之间沟壑中，为1966年当地村民挖水井时无意发现的一个在寒武纪石灰岩中的约50-60厘米的石洞。
1992年6月12日，授予山东省文物保护单位，是一座古遗址。